# Mémorial de Vimy
Pour un article plus général, voir Sites funéraires et mémoriels de la Première Guerre mondiale (Front Ouest).
Le Mémorial national du Canada à Vimy honore la mémoire des soldats canadiens morts en France pendant la Première Guerre mondiale. Le monument est situé sur la crête de Vimy (Pas-de-Calais) où s'est déroulée la bataille homonyme durant laquelle de nombreux soldats canadiens ont perdu la vie. Sur les 66 000 tués du corps expéditionnaire canadien, 11 285 ont été portés disparus. Leurs noms sont inscrits sur le mémorial même. Le site, géré par Anciens Combattants Canada, appartient au Canada car, en 1922, le gouvernement français a offert au gouvernement canadien le terrain d'assise du mémorial ainsi qu'une centaine d'hectares, sur la commune de Vimy et sur les bans de deux communes limitrophes. Cette donation de parcelles françaises à un gouvernement étranger est un événement très rare et a été faite avec exemption de taxes à perpétuité.

## Histoire
C'est principalement sur le territoire de Givenchy-en-Gohelle et pour partie sur celui des communes voisines de Neuville-Saint-Vaast et de Vimy, au sommet de la cote 145, que se trouve le plus important monument canadien aux victimes de la Première Guerre mondiale. 

### Les événements de 1917
Il rend hommage au rôle des Canadiens (pour la plupart des Canadiens anglais, les Canadiens français constituaient un seul bataillon parmi tout le corps expéditionnaire canadien) qui ont gagné sur ces lieux une bataille décisive en avril 1917, lors de ce conflit, au moyen de figures de pierre symbolisant les valeurs défendues et les sacrifices faits. 

### Érection du mémorial
Érigée entre 1925 et 1936 sur le site de la bataille de la crête de Vimy, cette œuvre d'art est le fruit du travail d'artistes canadiens, notamment Walter Allward. Le mémorial est inauguré le 26 juillet 1936 par le roi Édouard VIII et le président français Albert Lebrun en présence de ministres canadiens et de 30 000 personnes dont six mille anciens combattants canadiens coiffés du béret réséda à feuille d'érable, symbolique de leur nation.

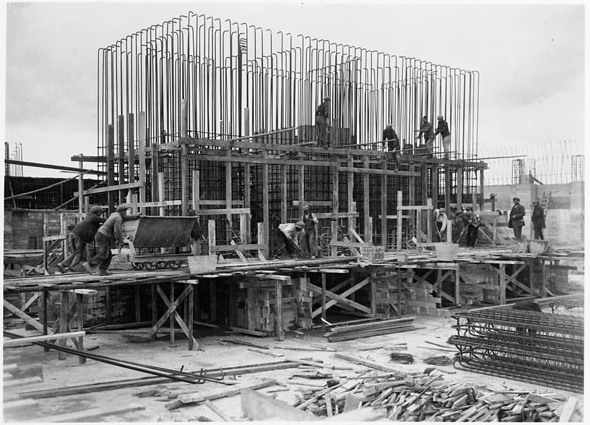
La construction du monument 1923
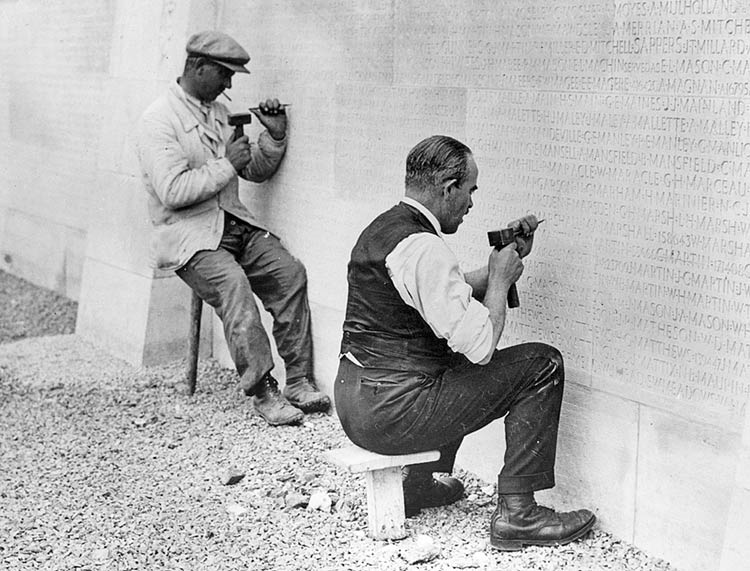
Deux hommes gravent des noms sur une face du monument. Photo prise entre 1925 et 1939.
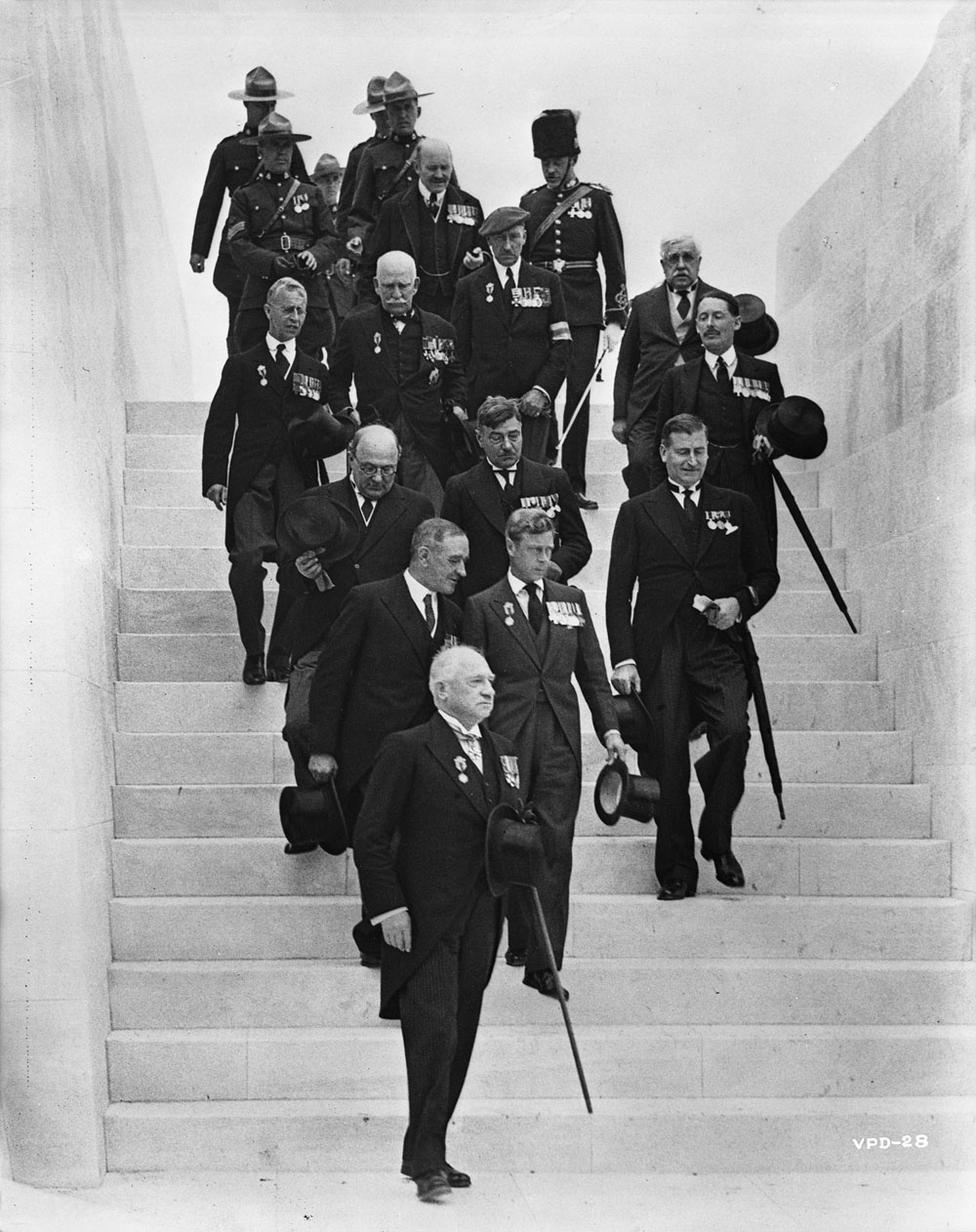
Le roi Édouard VIII lors de la cérémonie d'inauguration du monument, le 26 juillet 1936.

### Les événements de 1940
En 1940, un groupe de résistants incendie des véhicules allemands sur la crête de Vimy, au Mémorial de Vimy. Selon l'ancien résistant Auguste Lecœur, l'acte fut perpétré par des résistants polonais, commandés par un mineur de la fosse 4 de Lens, du nom de Zimzag, dit « Maguette », traduction en patois local d'une chèvre (animal). Ces résistants polonais, majoritaires au fond dans le bassin minier vont continuer à s'opposer à l'Allemagne nazie, dans les autres commues du Pas-de-Calais. 
En 1941, c'est la commune voisine de Montigny-en-Gohelle, à la fosse 7 de la Compagnie des mines de Dourges, que la grève patriotique des cent mille mineurs du Nord-Pas-de-Calais de mai-juin 1941 a démarré, avec Émilienne Mopty et Michel Brulé (1912-1942), privant les Allemands de 93 000 tonnes de charbon pendant près de deux semaines. C'est l'un des premiers actes de résistance collective à l'occupation nazie en France et le plus important en nombre, qui se solda par 414 arrestations en trois vagues, la déportation de 270 personnes, 130 mineurs étant par ailleurs fusillés à la Citadelle d'Arras. Après-guerre, la commune est aussi au centre de trois événements nationaux : la "bataille du charbon" (1945-1947), la  grève des mineurs de 1947 et celle de 1948.

### Célébration du centenaire
Le 9 avril 2017 est célébré le centenaire de la bataille de Vimy en présence du président de la République François Hollande, du gouverneur général du Canada David Johnston et du premier ministre du Canada Justin Trudeau. Ils furent accompagnés du prince Charles de Galles, représentant officiel de la reine Élisabeth II et de ses deux fils, William et Harry.

### Patrimoine mondial
En septembre 2023, le mémorial fait partie des 139 sites mémoriels et funéraires de la Première Guerre mondiale inscrits au patrimoine mondial lors de la 45e session du Comité du patrimoine mondial.

## Caractéristiques
Le monument est constitué de 11 000 tonnes de béton et de 6 000 tonnes de calcaire blanc.

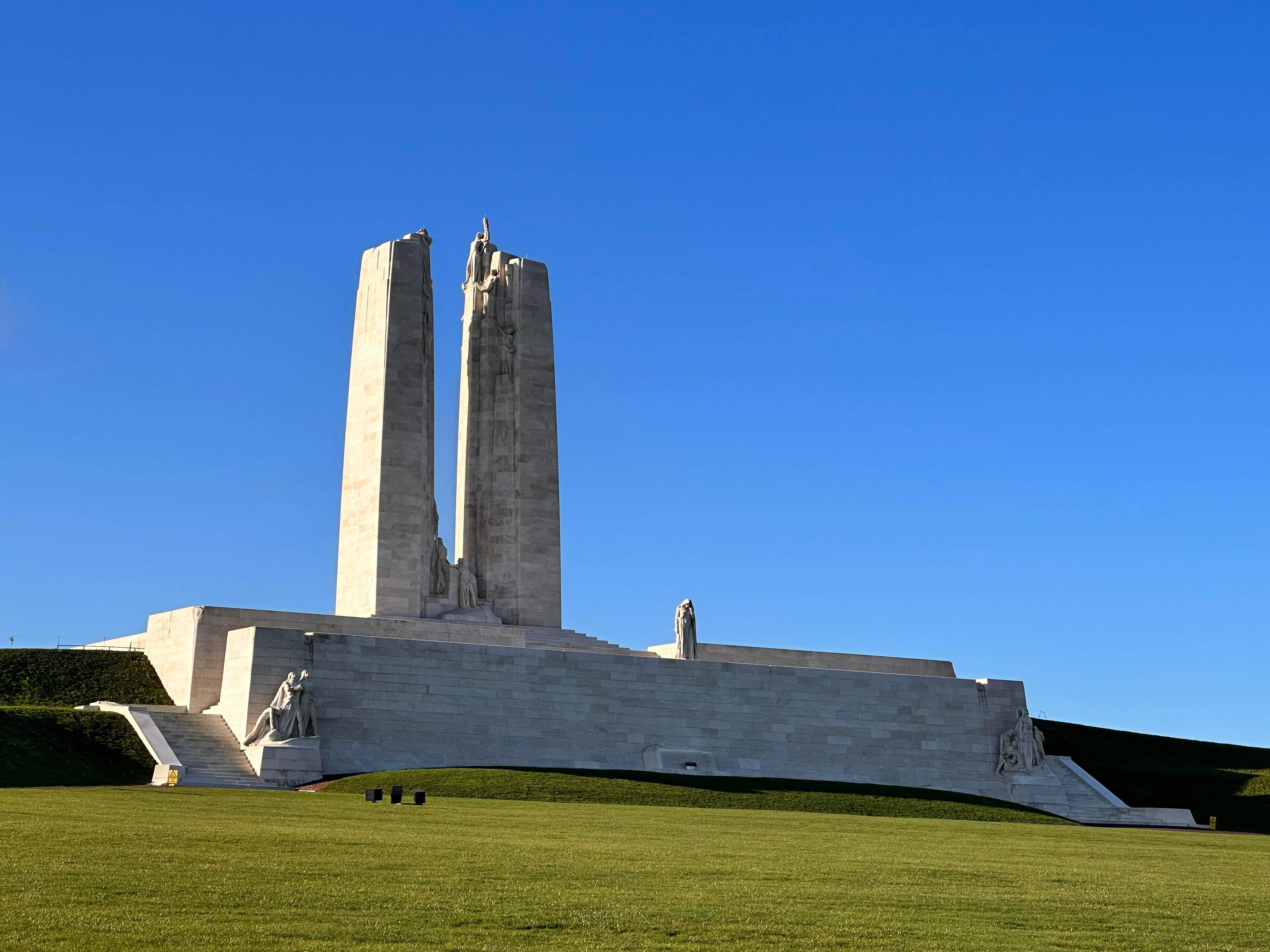
Le Mémorial national du Canada à Vimy vu de face. Janvier 2023

Les deux pylônes, représentant le Canada et la France, culminent 27 mètres au-dessus de la base du monument. En raison de l'altitude du site, la figure la plus élevée – l'allégorie de la paix – domine la plaine de Lens d'environ 110 mètres. En s'avançant à l'avant du monument, on peut remarquer une statue de femme voilée, tournée vers l'est, vers l'aube d'un nouveau jour. Elle représente le Canada, une jeune nation, pleurant ses fils tombés au combat. La crête de Vimy est aujourd'hui boisée, chaque arbre a été planté par un Canadien et symbolise le sacrifice d'un soldat. 
Le monument est construit d'une pierre blanche caractéristique, la pierre de Seget, choisie par Walter Allward, dont l'unique carrière connue est située sur l'île de Brač, en Croatie. C'est une pierre qu'on retrouve dans l'architecture de la côte dalmate depuis l'Antiquité, comme le palais de Dioclétien à Split. Elle avait déjà été utilisée dans l'architecture nord-américaine de l'ère moderne. Elle est très similaire à la pierre d'Istrie, ce « marbre blanc » qui caractérise l'architecture de Venise. La disparition de la Yougoslavie socialiste en 1990/1991 a facilité la réouverture de cette carrière et la restauration en 2007 du monument. Les colonnes sont montées sur une structure en béton.

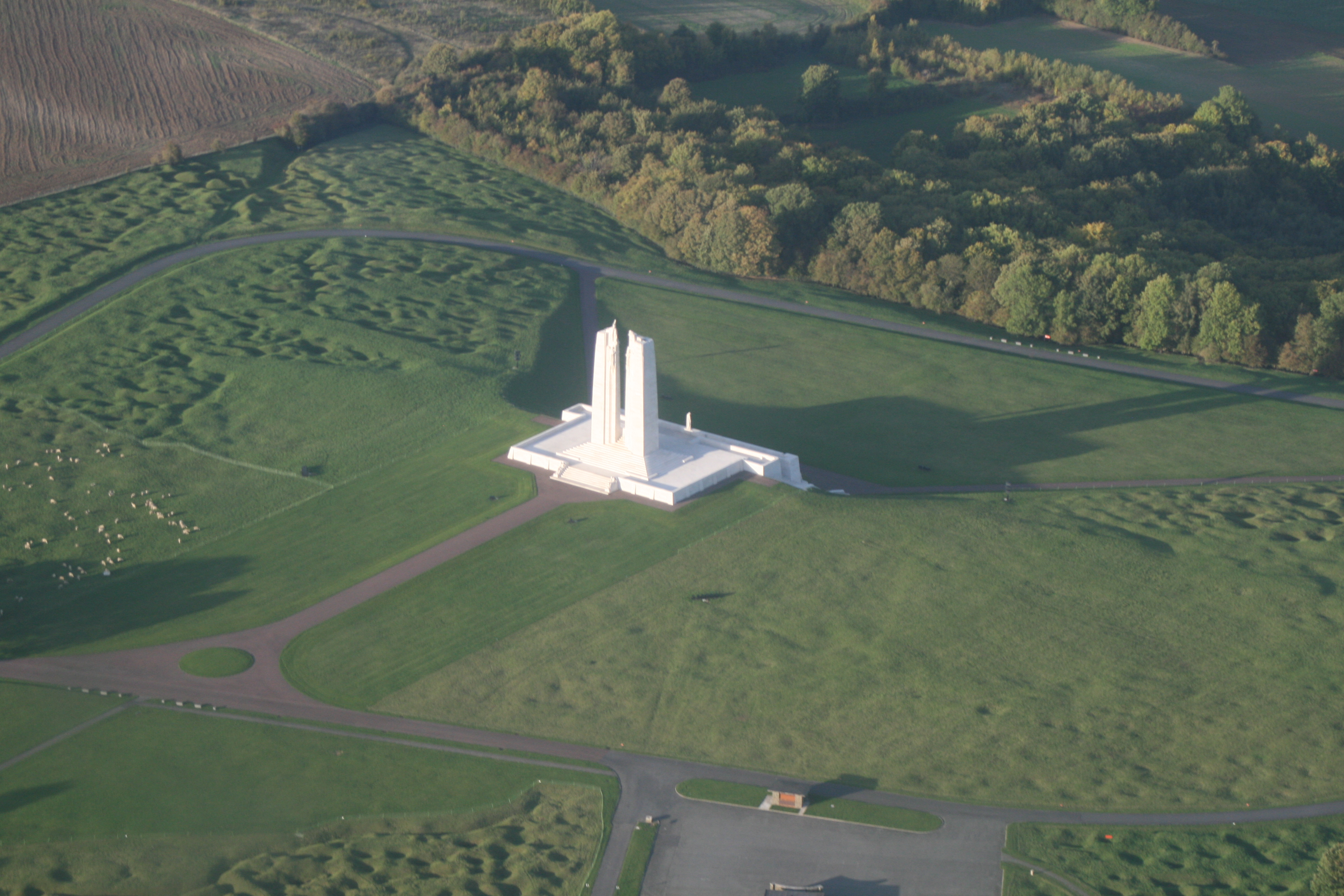
Photo aérienne du mémorial canadien de Vimy.

L'éclatante victoire canadienne à la bataille de la crête de Vimy est un événement fondateur de la Nation canadienne. Le terrain d'assise du mémorial ainsi que la centaine d'hectares qui l'entoure ont été donnés au Canada par la France en 1922, en signe de gratitude pour les sacrifices faits par plus de 66 000 Canadiens au cours de la Grande Guerre et notamment pour la victoire remportée par les troupes canadiennes en conquérant la crête de Vimy au cours du mois d'avril 1917 : le gouvernement français a accordé « au Gouvernement du Canada, gracieusement et pour toujours, le libre usage de la terre, exempte de toute forme de taxe ». C'est le ministère canadien des Anciens Combattants qui est chargé de la gestion du monument. Le mémorial de Vimy a été rénové entre 2005 et 2007. Sa réouverture, par la reine Élisabeth II du Canada, a eu lieu deux jours avant le 90e anniversaire de la bataille, le 7 avril 2007.
En 2002, la Monnaie royale canadienne émit une pièce de 5 centimes (ou cents)  en argent pour célébrer le 85e anniversaire de la bataille. Le roman The Stone Carvers (2001), traduit en français sous le titre Les Amants de pierre (2005), de l'auteure canadienne Jane Urquhart, a pour thème la construction du mémorial de Vimy. En 2012, la Banque du Canada met en circulation un nouveau billet de polymère de 20 dollars à l'effigie du monument.
De nos jours, le mémorial est un des sites les plus fréquentés du Pas-de-Calais dans le cadre du tourisme de mémoire.
En 2013, Philippe Boukni a fait le constat suivant : le mémorial se révèle pendant quelques minutes seulement aux solstices d’été (aux alentours du 21juin) et d’hiver (autour du 21 décembre). En été, il est possible de voir le Soleil entamer sa course en passant pile dans l’axe du monument, comme s’il en sortait. En hiver, c’est à la fin de sa tournée que l’astre fait le chemin inverse pour se coucher dans l’axe du mémorial.

## Programme de guides étudiants en France
Le ministère canadien des anciens combattants fait signer à de jeunes étudiants canadiens - pour partie francophones - des contrats afin d'assurer les visites guidées sur le site. Ces agents temporaires de l'État canadien ont la possibilité de travailler au Mémorial de Vimy ou au Mémorial terre-neuvien de Beaumont-Hamel. Les périodes de travail vont généralement de janvier à avril, de mai à août et de septembre à décembre.

## Autre lieu de mémoire
Le monument aux morts de la division marocaine : une stèle a été érigée à la mémoire des morts de la Division marocaine qui avait pris une première fois la crête en mai 1915 mais avait dû ensuite se replier, faute de renforts. Cette stèle se situe à quelques centaines de mètres du mémorial canadien.

## Anecdotes
- En 1940, un groupe de résistants incendie des véhicules allemands sur la crête de Vimy, au Mémorial de Vimy. Selon l'ancien résistant Auguste Lecœur, l'acte fut perpétré par des résistants polonais, commandés par un mineur de la fosse 4 de Lens, du nom de Zimzag, dit Maguette[5].
- Le monument national canadien de Vimy a fait l'objet de modélisation informatique et peut être retrouvé en point d'intérêt dans le jeu Microsoft Flight Simulator, depuis la mise à jour World Update IV[15].
- Depuis avril 2017, il est possible de visiter virtuellement le Mémorial de Vimy par le prisme de Google Maps[16].